# Дампа Сандже
Дампа Сандже, наричан още Па Дампа Сандже или Падампа Сандже („Татко Дампа Сандже“) е реализиран индийски Будистки учител, предал множество учения както от Сутра, така и от Тантра на тибетските си ученици в края на 11 век. Той предприема поне пет пътувания от Индия до Тибет, като при третото си пътуване среща и приема за ученичка Мачиг Лабдрон. Неговото име се появява в много линии на практиката Чод, поради което е известен като „Бащата на Чод“, макар че вероятно повече е известен с учението Ши Дже или „Успокояване на Страданието“. По-късно Ши Дже става елемент на линията Махамудра Чод, основана от Мачиг Лабдрон.
Според някои текстове Дампа Сандже е еманация на Гуру Ринпоче, докато според други той е Камалашила.
Според Дилго Кхиенце Ринпоче (1910 – 1991), смятан за еманация на Падампа Сандже историята започва с великия пандит (учен) Шантаракшита. Той е ключова фигура в пренасянето на ученията на Буда от Индия в Тибет и дава обещание, че един ден един негов ученик ще се върне в Тибет и ще довърши неговата работа и това е Камалашила.